# زیردریایی ویلهلم باوئر
زیردریایی ویلهلم باوئر (به انگلیسی: German submarine Wilhelm Bauer) یک زیردریایی است که طول آن ۷۶٫۷ متر (۲۵۱ فوت ۸ اینچ) می‌باشد. این زیردریایی در سال ۱۹۴۵ ساخته شد.